# 서울식품공업
서울식품공업(한국: 004410)은 대한민국의 식품제조업체이다. '코알라'라는 브랜드의 빵과 과자 '뻥이요'가 대표적 상품이다.

## 역사
- 1955년 서울식품공업사로 설립되었으며, 마가린을 생산하기 시작했다.
- 1969년 서울식품공업(주)로 법인전환했으며
- 1973년 마요네즈를 생산 판매하였다
- 1973년 한국증권거래소에 주식을 상장했다.
- 1985년 반월공단에 제빵공장을 준공하고,
- 1986년 미국 하인즈와 합작으로 서울하인즈(현 크래프트하인즈코리아)을 설립
- 1987년 미국 하인즈와 합작으로 인천 유지공장(현 삼양웰푸드)을 준공했다.
- 1996년 우동, 이듬해에는 베이커리 체인사업에 진출했다.
- 2010년 충청북도 충주시에 본사 및 공장 이전부지를 59억원에 매입했다.[1]

## 경영권 분쟁
2004년 개인투자자 경대현, 경규철 부자가 대량의 주식을 사들이며, 인수목적을 '경영권 참여'로 밝혔으나, 이후 64억원의 시세차익만 남기고 되팔았던 사건이 있었다. 언론은 이를 '슈퍼개미'의 원조격으로 본다.